# Олав Магнуссон
Олав Магнуссон (др.-сканд. Olav Magnusson) (1099 — 22 декабря 1115) — король Норвегии из династии Харальда Прекрасноволосого (1103—1115), сын короля Норвегии Магнуса III Голоногого и наложницы Сигрид Сакседоттер. Один из главных героев «Саги о сыновьях Магнуса Голоногого» в составе «Круга Земного»..

## Биография
В августе 1103 года король Норвегии Магнус III Голоногий погиб в бою с ирландцами в Ольстере. Он не имел законных детей от брака со шведской принцессой Маргарет Ингидоттер, но у него было трое сыновей от наложниц: Эйстейн (1088—1123), Сигурд (1089—1130) и Олаф. После смерти Магнуса Голоногого Эйстейн, Сигурд и Олаф стали совместно править, разделив Норвегию между собой. 15-летний Эйстейн стал править на севере, а 14-летний Сигурд — на юге. Владениями четырёхлетнего Олафа старшие братья стали править сообща.
Олав Магнуссон был высок ростом, красив собой, весел нравом и прост в общении. Он пользовался любовью своих подданных. В декабре 1115 года 16-летний Олаф заболел и скончался.
Так как король Норвегии Олаф умер подростком, впоследствии его даже не стали учитывать при нумерации королей, и Олаф Хоконссон в XIV веке правил под именем Олаф IV.